# Gaetano Troja
Gaetano Troja (Palermo, Italia; 25 de julio de 1944 – Palermo, Italia; 19 de junio de 2023) fue un futbolista y entrenador de fútbol sala italiano que jugó en la posición de delantero donde destacó con el Palermo FC, equipo con el que jugó siete temporadas y con el que anotó 43 goles.

## Carrera

### Jugador
| Periodo   | Club           |
| --------- | -------------- |
| 1961–1963 | Faldese Calcio |
| 1963–1964 | Paternò Calcio |
| 1964–1966 | Palermo FC     |
| 1966–1968 | Brescia Calcio |
| 1968–1973 | Palermo FC     |
| 1973–1974 | SSC Napoli     |
| 1974–1976 | SSC Bari       |
| 1976–1977 | Calcio Catania |
| 1977–1978 | Lignano Calcio |

### Entrenador
Fue entrenador del equipo de fútbol sala SS Pro Ficuzza de 1988 a 1991 donde llegó a ser finalista nacional.

## Tras el retiro
Fue dirigente del Palermo FC cuando el club formaba parte de la Serie C1 en la temporada de 2000/01, y logra el ascenso a la Serie B.

## Muerte
Troja murió el 19 de junio de 2023 en Palermo, Italia a los 78 años por consecuencias con la diabetes.